# Синеозёрная улица (Киев)
Синеозёрная улица - улица в городе Киев в Подольском и Святошинском районе. Пролегает от Берковецкой до Газопроводной улицы.
Примыкает Городская улица. 

## История
Улица возникла в середине XX века под названием Новая. Современное название — с 1958 года, от Синего озера, к которому направляется улица (между Берковцем и массивом Виноградарь).